# Spaatz (Havelaue)

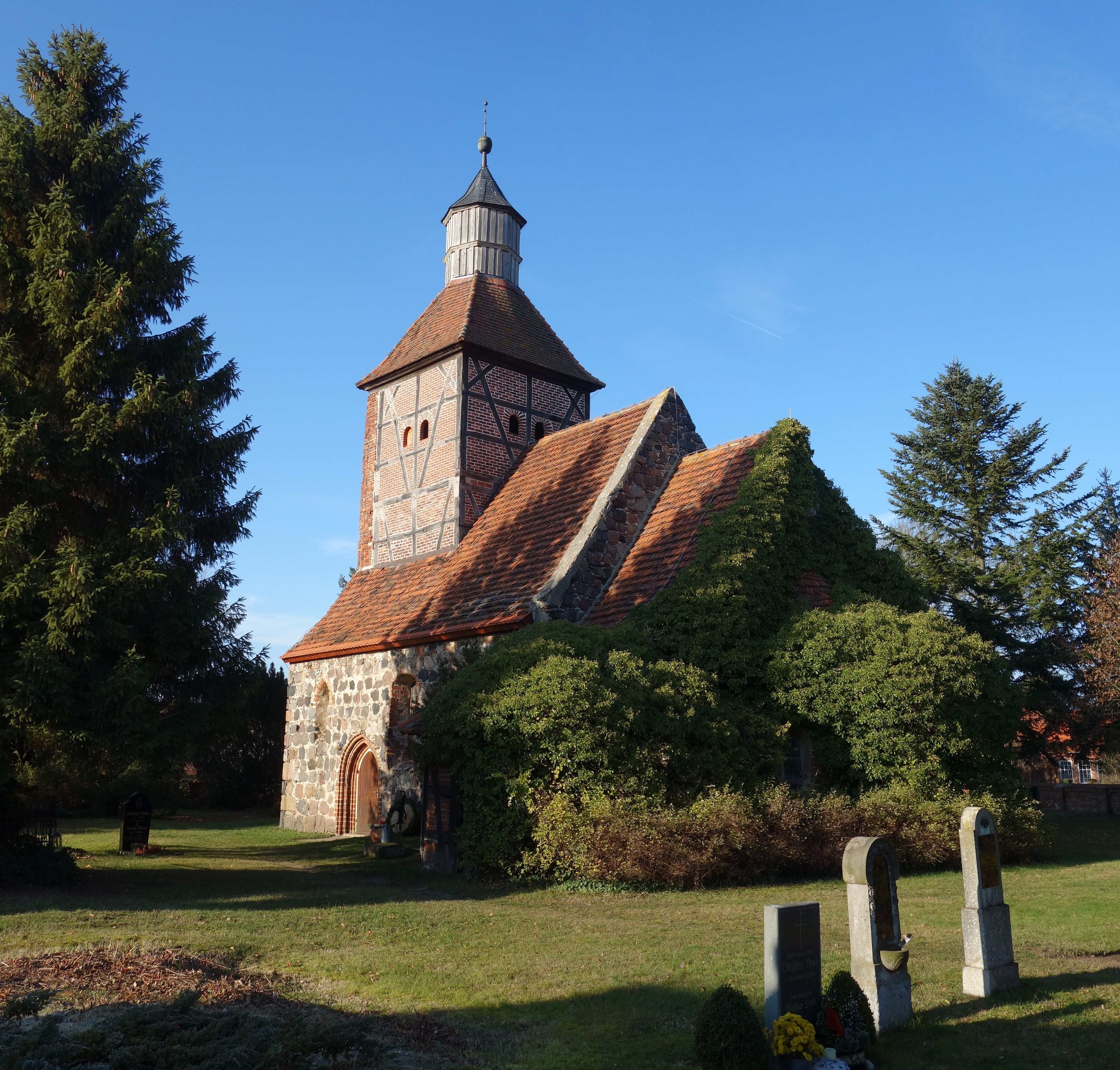
Die Dorfkirche Spaatz

Spaatz ist ein Ortsteil der Gemeinde Havelaue im Landkreis Havelland in Brandenburg.
Der Ort liegt an der HVL 31. Der etwa 660 ha große Gülper See liegt unweit nordwestlich. Östlich verläuft die B 102.
Bis zum 31. Dezember 2001 war Spaatz eine eigenständige Gemeinde.
In der Liste der Baudenkmale in Havelaue ist für Spaatz die Dorfkirche als Baudenkmal aufgeführt.

## Persönlichkeiten
- Walter Ehling (1898–1969), Verwaltungsbeamter